# Sundsvalls försvarsområde
Sundsvalls försvarsområde (Fo 25) var ett försvarsområde inom svenska armén som verkade i olika former åren 1947–1955. Försvarsområdesstaben var förlagd i Härnösands garnison i Härnösand.

## Historia
Sundsvalls försvarsområde bildades den 1 januari 1947 och var direkt underställd militärbefälhavaren för II. militärområdet. Staben vid försvarsområdet delades och var gemensam med Härnösands försvarsområde. Den 9 december 1955 upplöstes försvarsområdet och delades försvarsområdet i två delar, vilka tillfördes Härnösands försvarsområde samt Gävle försvarsområde.

## Förläggningar och övningsplatser
När försvarsområdet bildades samlokaliserades dess stab med staben för Härnösands försvarsområde på Tullportsgatan 2 i Härnösand.

## Förbandschefer
Förbandschefen titulerades försvarsområdesbefälhavare och  tjänstegraden överste och var tillika chef för Härnösands försvarsområde.
- 1947–1954: John Sundstedt
- 1954–1955: Thor Cavallin

## Namn, beteckning och förläggningsort
| Sundsvalls försvarsområde | 1947-01-01 | – | 1955-12-09 |

| Fo 13 | 1947-01-01 | – | 1955-12-09 |

| Härnösands garnison (F) | 1947-01-01 | – | 1955-12-09 |